# Mőcsény
Mőcsény est un village et une commune du comitat de Tolna en Hongrie.